# 稻垣理一郎
稻垣 理一郎（日语：／、1976年6月20日—）、日本東京都出身的漫畫家、漫畫原作者。

## 作品列表
- 《無論多少次6月13日》（2001年、Big Comic Spirits增刊 10月1日 Vol.2刊載）
- 《Square Frieze》（2001年、Big Comic Spirits 第51期刊載）
- 《LOVE LOVE 聖誕》（2002年、Big Comic Spirits增刊 2月1日 Vol.4刊載）
- 《光速蒙面俠21》短篇版（2002年、週刊少年Jump 第14期、2002年　週刊少年JUMP 15號刊載）作畫：村田雄介
- 《光速蒙面俠21》（2002年、週刊少年Jump 第34期起連載）作畫：村田雄介
- 《KIBA&KIBA》（2010年、週刊少年Jump 第30號刊載）作畫：彭傑
- 《Dr.STONE 新石紀》（2017年、週刊少年Jump 第14號開始連載）作畫：Boichi
- 《一兆＄遊戲》（2021年、Big Comic Bros 第1號開始連載）作畫：池上遼一

## 得獎履歷
- 2001年、於週刊少年JUMP 第51期、第7回STORY KING獎（劇本項目）KING受賞，56頁（STORY KING 史上 第一個KING）
- 2019年以《Dr.STONE 新石紀》與作畫Boichi一同榮獲第64屆小學館漫畫賞的少年向部門賞[1]。

## 外部連結
- 米 工作室 （页面存档备份，存于） （日本官方網站）
- 稲垣理一郎(リーチロー) （页面存档备份，存于） （稻垣理一郎推特）